# 蕭丙炎
蕭丙炎（?—?），江西省吉安府廬陵縣人，清朝政治人物、進士出身。
光緒二十九年（1903年），参加光緒癸卯科殿試，登進士二甲第126名。同年閏五月，授內閣中書。